# ۵۵۰ (خورشیدی)
۵۵۰ پانصد و پنجاهمین سال هجری خورشیدی است.